# Ozero Konopisjtje
Ozero Konopisjtje (ryska: Озеро Конопище) är en sjö i Belarus. Den ligger i den centrala delen av landet, 200 km söder om huvudstaden Minsk. Ozero Konopisjtje ligger 123 meter över havet.
Trakten runt Ozero Konopisjtje består till största delen av jordbruksmark. Runt Ozero Konopisjtje är det glesbefolkat, med 20 invånare per kvadratkilometer.